# Акрополис
| Н. | Година | Победител               |
| -- | ------ | ----------------------- |
| 1  | 1968   | Людек Пахман            |
| 2  | 1977   | Valentin Stoica         |
| 3  | 1978   | Bela Soos               |
| 4  | 1979   | Aurel Urzica            |
| 5  | 1980   | Душан Райкович          |
| 6  | 1982   | Николаос Скалкотас      |
| 7  | 1983   | Никола Пъдевски         |
| 8  | 1984   | Саша Величкович         |
| 9  | 1985   | Valentin Stoica         |
| 10 | 1986   | Ефстратиос Гривас       |
| 11 | 1987   | Евгени Васюков          |
| 12 | 1988   | Василиос Котрониас      |
| 13 | 1989   | Петър Великов           |
| 14 | 1991   | Ефстратиос Гривас       |
| 15 | 1992   | Райнер Кнаак            |
| 16 | 1993   | Ханес Стефансон         |
| 17 | 1997   | Тамаз Гелашвили         |
| 18 | 2003   | Василиос Котрониас      |
| 19 | 2004   | Атанасиос Мастровасилис |
| 20 | 2005   | Вугар Гашимов           |
| 21 | 2006   | Тамаз Гелашвили         |
| 22 | 2007   | Иля Смирин              |
| 23 | 2008   | Иля Смирин              |

„Акрополис“ е международен шахматен турнир, който се организира от Гръцката шахматна федерация в Атина. Това е най-дълго провеждащото се международно шахматно събитие в страната.
Първото му издание е спечелено от чехословака Лудек Пахман през 1968 г. Второто издание на „Акрополис“ се състои едва през 1977 г. До 2008 г. са организирани 23 турнира от серията.

## Условия на турнира
„Акрополис“ се повежда по швейцарската система в 9 кръга, с контрол на времето 90 минути за 40 хода, последвани от 30 минути до края на партията, плюс нарастващо време от 30 секунди на ход от първия ход. В състезанието обикновено участват около 70-80 играча, като изискване към тях е да имат минимален ФИДЕ рейтинг от 2200 за мъжете и 2050 за жените.

## Българско участие
Българските шахматисти, печелили турнира са:
- при мъжете: Никола Пъдевски (1983), Петър Великов (1989)[2]
- при жените: Стефка Савова (1986), Маргарита Войска (2003)[3]

През 2007 година в състезанието участват Кирил Георгиев, Борис Чаталбашев и Емилия Георгиева.
През 2008 г. в състезанието участват Атанас Колев и Мария Велчева. В крайното класиране те заемат съответно 6-о и 45-о място.